# Nesrečna bitja (film)
Nesrečna bitja (angleško Poor Things) je film iz leta 2023, ki ga je režiral Yorgos Lanthimos, scenarij pa je napisal Tony McNamara. V njem igrajo Emma Stone, Mark Ruffalo, Willem Dafoe, Ramy Youssef, Christopher Abbott in Jerrod Carmichael. Film temelji na romanu Alasdairja Graya iz leta 1992 in govori o Belli Baxter, mladi ženski iz viktorijanskega Londona, ki jo znanstvenik po njenem samomoru oživi in se poda na odisejado samospoznavanja in spolne osvoboditve.

## Zasedba
- Emma Stone kot Bella Baxter / Victoria Blessington
- Mark Ruffalo kot Duncan Wedderburn
- Willem Dafoe kot Dr. Godwin »God« Baxter
- Ramy Youssef kot Max McCandles
- Christopher Abbott kot Alfie Blessington
- Kathryn Hunter kot Madame Swiney
- Jerrod Carmichael kot Harry Astley
- Hanna Schygulla kot Martha von Kurtzroc
- Margaret Qualley kot Felicity
- Vicki Pepperdine kot Mrs. Prim
- Suzy Bemba kot Toinette
- Keeley Forsyth kot Alison the Maid
- John Locke kot David the Butler
- Kate Handford kot Kitty
- Owen Good kot Gerald
- Damien Bonnard kot oče
- Tom Stourton kot stevard
- Wayne Brett kot duhovnik
- Carminho kot fado pojoča ženska
- Jerskin Fendrix kot glasbenik v lizbonski restavraciji